# São João Baptista (1622)
La caracca São João Baptista era un'imbarcazione che andò persa per naufragio nel novembre 1622, lungo le coste del Sudafrica.

## Storia
Il 1 marzo 1622 la caracca São João Baptista, al comando di Pedro de Morais Sarmento, lasciò Goa accompagnando la Capitana Nossa Senhora do Paraiso, al comando di Nuno Alvares Botelho. Dopo aver navigato per circa 15-20 giorni le pompe di sentina della São João Baptista furono controllate e si scoprì che la nave aveva da 14 a 15 mani (circa 1,4-1,5 m) d'acqua nella stiva. Dato che le pompe della nave erano state originariamente costruite per un galeone più piccolo, tutte, tranne una, si rivelarono insufficienti per contenere l'infiltrazione d'acqua. Utilizzando secchi e botti l'equipaggio ridusse la quantità di acqua presente a bordo a circa quattro mani (circa 0,4 m). Al raggiungimento dei 25° di latitudine sud il tempo passò da un caldo estenuante a un freddo estremo, aggravando ulteriormente le condizioni a bordo. Sfortunatamente, nella notte del 17 luglio, il São João Baptista lasciò la rotta della Capitana poiché la luce sulla lanterna a poppa di quest'ultima si perse nell'oscurità, lasciando il São João Baptista da solo, e il 19 luglio, a una latitudine compresa tra 35 e 30° sud, vennero avvistate di prua due navi olandesi.
Si trattava delle East Indiaman Mauritius e Wapen van Rotterdam, che avevano lasciato il Capo di Buona Speranza il 13 giugno e si dirigevano verso Batavia. Nonostante l'evidente inferiorità l'equipaggio della São João Baptista si preparò al combattimento. Nel pomeriggio la caracca portoghese sparò due bordate contro le navi olandesi, segnando l'inizio di uno scontro che si protrasse per i successivi 19 giorni, e che terminò al raggiungimento dei 42° di latitudine sud. Per i primi nove giorni le navi combatterono dall'alba al tramonto e, alla fine, la São João Baptista aveva il bompresso rotto, l'albero di maestra spezzato all'altezza di un metro e mezzo e la vela di trinchetto completamente distrutta. Inoltre il timone, che era stato riutilizzato da una nave precedente e risultava marcito, era stato distrutto con due colpi di cannone. La distruzione del timone fu l'inizio della fine per la São João Baptista.
La nave portoghese aveva lasciato Goa senza imbarcare abbastanza polvere da sparo, e combatté valorosamente fino a che non rimasero solo 28 proiettili e due barili di polvere da sparo. Completamente disalberata, la nave stava per naufragare poiché i proiettili avversari avevano aperto dei fori sotto la linea di galleggiamento, e due perni con i relativi bulloni presenti all'interno dello scafo erano stati strappati via con il timone, lasciando aperti i relativi fori da cui penetrava l'acqua.
Il São João Baptista stava affondando rapidamente e il suo equipaggio lavorò instancabilmente per rallentare l'entrata dell'acqua. Degli emissari furono inviati sulla nave olandese nella speranza di ottenere un colloquio al fine di guadagnare tempo. Con l'arrivo di una tempesta una delle navi olandesi venne separata dall'altra, portando con sé gli ufficiali portoghesi inviati a parlamentare. L'altra nave olandese continuò a inseguire la São João Baptista, cercando, infine, di inviare i propri emissari a bordo per chiedere se i portoghesi avessero visto l'altra nave olandese, persa di vista durante la tempesta.
Ben presto il tempo passò da violente tempeste a nevicate, uccidendo molti degli schiavi a bordo del São João Baptista. Intorno a una latitudine di 42° sud, i portoghesi realizzarono un albero provvisorio a prua dai resti dell'albero di mezzana e usarono lo stabilizzatore come bompresso. Ciò diede alla São João Baptista la spinta tanto necessaria per seguire la direzione del vento, poiché la restante nave olandese continuava a inseguirla. Alla fine, durante una notte di tempesta, il vento portò la São João Baptista verso terra, mentre la nave olandese si perse nell'oscurità. Con la scomparsa del nemico il capitano fece realizzare sul ponte della nave un improvvisato timone usando porzioni sacrificabili dello scafo. Questo timone di fortuna doveva essere appeso con delle funi a poppa, e per farlo l'equipaggio aspettò che la forza del mare andasse scemando. Tuttavia, dopo 15 giorni di sospensione sull'acqua salata, le corde che reggevano il timone si strapparono ed esso scomparve in mare, con la nave che rimase in balia delle onde e del vento. A questo punto il São João Baptista mancava della maggior parte dei suoi castelli di prua e poppa.
Il 29 settembre la nave si trovava a due leghe dalla costa africana, a 33° 20' di latitudine sud, e il giorno dopo si era spostata lungo la costa, sempre più vicino alla riva. Temendo che la marea avrebbe riportato la nave in mare aperto, l'equipaggio usò due ancore in circa sette braccia d'acqua per mantenere la posizione al largo di una spiaggia sabbiosa. Una squadra di esplorazione di 16 uomini, guidata da Rodrigo Affonso de Mello, scese a terra per trovare una buona posizione in cui sbarcare, riportando a bordo acqua fresca ed erbe aromatiche.
Non molto tempo dopo che la nave fu all'ancora, iniziarono a sorgere problemi tra i membri dell'equipaggio. Il nostromo di recente nomina, Manuel Domingues, noto per il suo comportamento indisciplinato, si avvicinò al capitano con un piano preciso, in quanto voleva portare su una barca più piccola 30 uomini, insieme a tutti i gioielli presenti a bordo, ed allontanarsi di tre leghe dalla spiaggia prima di raggiungere Capo Correntes, pensando così di trovare più facilmente la salvezza senza la presenza di donne e bambini.
II capitano proibì al nostromo anche solo di discutere di tali idee, al che l'altro minacciò un ammutinamento se il egli non avesse acconsentito alla sua proposta. Due giorni dopo, per paura dell'ammutinamento e per il crescente sostegno da parte dell'equipaggio a Manuel Domingues, il capitano lo pugnalò a morte, riprendendo il controllo della situazione. Dopo che la disputa fu risolta, i portoghesi ripresero a sbarcare.
La costa era frastagliata e richiedeva di portare a terra provviste ed armi ancorando le barche a remi a poppa con un rampino, e usando una corda per raggiungere la terra. Diciotto persone morirono annegate perché non usarono questa precauzione aggiuntiva, e non riuscirono a tenere la testa al di sopra delle onde. Entro il 3 ottobre i portoghesi completarono lo sbarco di tutte le attrezzature necessarie, e costruirono un rifugio temporaneo per proteggersi dal freddo imperante nella regione, stabilendo anche i primi contatti con le popolazioni autoctone. Durante questo iniziale incontro, i portoghesi ricevettero un bue e una borsa di pelle di latte, che ricambiarono con cerchi di ferro da botte e bertangil,  un tipo di cotone tinto di blu e di viola scuro.. Negli incontri successivi i portoghesi barattarono merci con i nativi ottenendo mucche da utilizzare come cibo o animali da soma per trasportare le loro attrezzature, rimanendo su questa spiaggia per un mese e sei giorni, trincerandosi e infine costruendo una chiesa con della tela, copriletti cinesi ricamati d'oro e altri artefatti sgargianti. Poco prima di abbandonare il loro accampamento decisero che avrebbero marciato attraverso la terraferma poiché era troppo pericoloso costruire una barca a vela e risalire la costa. A quel punto i resti del São João Baptista furono dati alle fiamme in modo che i nativi non potessero impadronirsi del relitto.
Il 6 novembre i naufraghi partirono dalla spiaggia, sita a 33° di latitudine sud, formando una colonna di marcia composta da 279 persone divise in quattro gruppi. Il gruppo si diresse verso la baia di Lourenço Marques, circa 1.000 km a nord, con l'intenzione di raggiungere da lì la fortezza portoghese di Sofala. Otto mesi dopo solo una manciata di sopravvissuti arrivò a destinazione, molti erano morti lungo la strada; tuttavia, con l'aiuto di nativi amichevoli e membri dell'Impero portoghese, vale a dire Luís Pereira di Sofala, un piccolo gruppo di sopravvissuti arrivò a destinazione il 28 luglio 1623. Da lì i sopravvissuti partirono per isola di Mozambico dove noleggiarono un passaggio verso Goa.
Il relitto della caracca è stato localizzato nel sito di Cannon Rocks, alla latitudine 33° 45' sud. Una mappa dell'area del 1630 di João Teixeira collocava il relitto appena ad est della baia di Algoa, e ciò supporta che il relitto di Cannon Rocks sia quello del São João Baptista. Dal sito sono state recuperate ancore, due cannoni, e alcune porcellane cinesi.

### Fonti
1. 1 2 3 4 5 6 7 8 9 10 11 12 13 14 15 16 17 18 19 20 21 22 23 24 25 26 27 28 29 30  Shiplib.
2. ↑  Boxer 1959, pp. 190-191.
3. 1 2  Vieira Castro 2005, pp. 266-270.
4. ↑  Boxer 1959, p. 190.
5. ↑  Boxer 1959, pp. 192-193.
6. ↑  Boxer 1959, p. 193.
7. ↑  Boxer 1959, pp. 194-195.
8. ↑  Boxer 1959, pp. 195-196.
9. 1 2  Boxer 1959, p. 196.
10. ↑  Boxer 1959, pp. 197-198.
11. ↑  Mocquet 1696, p. 229.
12. ↑  Boxer 1959, p. 195.
13. ↑  Boxer 1959, pp. 198-199.
14. 1 2  Boxer 2001, p. 199.
15. ↑  Axelson 1973, p. 54.